# Direction générale des Études et Recherches
La Direction générale des Études et Recherches (DGER) (česky: Hlavní zpravodajská správa)je bývalá francouzská tajná služba vzniklá během II. světové války z Hlavní správy speciálních služeb (DGSS).

## Vznik
DGER vznikla 6. listopadu 1944 krátce po vylodění Spojenců v Normandii. V DGR se spojily DGSS a zpravodajská část francouzského hnutí odporu (Résistance). Své sídlo měla v již osvobozené části Francie, v Bretani. Jejím prvním ředitelem se stal André Dewavrin.

## Struktura
DGER se dělila na tři divize:
- administrativní – starala se o lidi, budovy a vozový park
- zvláštních operací – úderné oprace, přepadová komanda
- vyhledávání a zpracovávání zpráv

## Činnost
- Hlavní činností DGER bylo pátrání po nacistech, kteří se podíleli na zločinech proti obyvatelstvu ve Francii. Nacisté byli vyhledáváni (např. v Jižní Americe) a dle možností dopravováni do Francie, či ve výjimečných případech likvidováni na místě.
- Další činností bylo získávání německých vědců a specialistů, zejména se znalostí území SSSR.

## Zrušení
DGER byla zrušena v roce 1946 rozhodnutím francouzské vlády. Hlavním důvodem byly kriminální skandály jejich příslušníků (DGER měla kolem 10 000 členů, v jejich řadách se skrývaly kriminální živly či kolaboranti a zrádci), malá účinnost a snaha ochránit nástupnickou službu před infiltraci Komunistickou stranou Francie a tedy KGB. Nástupnickou organizací se stala SDECE.